# Gare de Pontchâteau
Gare de Pontchâteau vasútállomás Franciaországban, Pontchâteau településen.

## Vasútvonalak
Az állomást az alábbi vasútvonalak érintik:
- Savenay–Landerneau-vasútvonal

## Kapcsolódó állomások
A vasútállomáshoz az alábbi állomások vannak a legközelebb:
- Gare de Savenay (Gare de Savenay, Savenay–Landerneau-vasútvonal)
- Gare de Drefféac (Gare de Landerneau, Savenay–Landerneau-vasútvonal)